# Železniška postaja Ruta
Železniška postaja Ruta je ena izmed železniških postaj v Sloveniji, ki oskrbuje bližnje naselje Ruta.